# Armeria alpinifolia
Armeria alpinifolia är en triftväxtart som beskrevs av Carlos Pau och Font Quer. Armeria alpinifolia ingår i släktet triftar, och familjen triftväxter. Inga underarter finns listade i Catalogue of Life.